# Phaeogenes picipes
Phaeogenes picipes är en stekelart som först beskrevs av Stephens 1835.  Phaeogenes picipes ingår i släktet Phaeogenes och familjen brokparasitsteklar. Inga underarter finns listade i Catalogue of Life.